# Danh sách thiên thể xa nhất
Danh sách những thiên thể xa nhất đã được khoa học phát hiện và xác minh. Việc đo khoảng cách được xác định dựa trên công nhận tuổi của vũ trụ tính từ Vụ Nổ Lớn khoảng 13,787±0,020 tỉ năm ánh sáng. Việc đo khoảng cách tới các thiên thể ở xa hầu hết thực hiện thông qua việc đo độ dịch chuyển đỏ theo định luật Hubble

## Đã xác nhận
| Ảnh | Tên                                                        | Dịch chuyển đỏ (z)                | Khoảng cách§ (Gly)                | Loại | Ghi chú |
| --- | ---------------------------------------------------------- | --------------------------------- | --------------------------------- | --- | --- |
| F200DB-045 | zp = 20,4+0,3 −0,3 hoặc 0,70+0,19 −0,55 or 0,40+0,15 −0,26 | 13,725 / 13,745 / 13,623 / 13,621 | Galaxy                            | Lyman-break galaxy discovered by JWST NOTE: The redshift value of the galaxy presented by the procedure in one study may differ from the values presented in other studies using different procedures. | |
| F200DB-175 | zp = 16,2+0,3 −0,0                                         | 13,657 / 13,677 / 13,555 / 13,554 | Galaxy                            | Lyman-break galaxy discovered by JWST | |
| S5-z17-1 | z = 16,0089±0,0004 hoặc 4,6108±0,0001                      | 13,653 / 13,673 / 13,551 / 13,550 | Galaxy                            | Lyman-break galaxy discovered by JWST; tentative (5.1σ) ALMA detection of a single emission line possibly attributed to either [C II] (z = 4,6108±0,0001) hoặc [O III] (z = 16,0089±0,0004).           | |
| F150DB-041 | zp = 16,0+0,2 −0,2 or 3,70+002 −059                        | 13,653 / 13,673 / 13,551 / 13,549 | Galaxy                            | Lyman-break galaxy discovered by JWST | |
| SMACS-z16a | zp = 15,92+0,17 −0,15 or 2,96+0,73 −0,21                   | 13,651 / 13,671 / 13,549 / 13,548 | Galaxy                            | Lyman-break galaxy discovered by JWST | |
| F200DB-015 | zp = 15,8+3,4 −0,1                                         | 13,648 / 1,.668 / 13,546 / 13,545 | Galaxy                            | Lyman-break galaxy discovered by JWST | |
| F200DB-181 | zp = 15,8+0,5 −0,3                                         | 13,648 / 13,668 / 13,546 / 13,545 | Galaxy                            | Lyman-break galaxy discovered by JWST | |
| F200DB-159 | zp = 15,8+4,0 −15,2                                        | 13,648 / 13,668 / 13,546 / 13,545 | Galaxy                            | Lyman-break galaxy discovered by JWST | |
| F200DB-086 | zp = 15,4+0,6 −14,6 or 3,53+10,28 −1,84                    | 13,639 / 13,659 / 13,537 / 13,536 | Galaxy                            | Lyman-break galaxy discovered by JWST | |
| SMACS-z16b | zp = 15,32+0,16 −0,13 or 15,39+0,18 −0,26                  | 13,637 / 13,657 / 13,535 / 13,534 | Galaxy                            | Lyman-break galaxy discovered by JWST | |
| F150DB-048 | zp = 15,0+0,2 −0,8                                         | 13,629 / 13,649 / 13,527 / 13,526 | Galaxy                            | Lyman-break galaxy discovered by JWST | |
| F150DB-007 | zp = 14,6+0,4 −0,4                                         | 13,619 / 13,639 / 13,517 / 13,516 | Galaxy                            | Lyman-break galaxy discovered by JWST | |
| F150DB-004 | zp = 14,0+0,4 −2,0                                         | 13,602 / 13,622 / 13,500 / 13,499 | Galaxy                            | Lyman-break galaxy discovered by JWST | |
| F150DB-079 | zp = 13,8+0,5 −1,9                                         | 13,596 / 13,616 / 13,494 / 13,493 | Galaxy                            | Lyman-break galaxy discovered by JWST | |
| F150DA-007 | zp = 13,4+0,6 −2,0                                         | 13,583 / 13,603 / 13,481 / 13,480 | Galaxy                            | Lyman-break galaxy discovered by JWST | |
| F150DA-053 | zp = 13,4+0,3 −2,3                                         | 13,583 / 13,603 / 13,481 / 13,480 | Galaxy                            | Lyman-break galaxy discovered by JWST | |
| F150DA-050 | zp = 13,4+0,6 −10,0                                        | 13,583 / 13,603 / 13,481 / 13,480 | Galaxy                            | Lyman-break galaxy discovered by JWST | |
| F150DA-058 | zp = 13,4+0,6 −12,5 3,42+0,30 −0,20                        | 13,583 / 13,603 / 13,481 / 13,480 | Galaxy                            | Lyman-break galaxy discovered by JWST | |
| F150DA-038 | zp = 13,4+0,4 −13,2                                        | 13,583 / 13,603 / 13,481 / 13,480 | Galaxy                            | Lyman-break galaxy discovered by JWST | |
| | HD1                                                        | z = 13,27                         | 13,579 / 13,599 / 13,477 / 13,476 | Galaxy | Kỷ lục Guinness về thiên hà xa nhất đã xác nhận Lyman-break galaxy (5σ confidence) followed with a tentative ALMA detection of a single [O III] oxygen emission line only (4σ confidence) |
| | JADES-GS-z13-0                                             | z = 13,20+0,04 −0,07              | 13,576 / 13,596 / 13,474 / 13,473 | Galaxy | Lyman-break galaxy, detection of the Lyman break with JWST/NIRSpec, not yet been through the peer-review process                                                                          |
| | JADES-GS-z12-0                                             | z = 12,63+0,24 −0,08              | 13,556 / 13,576 / 13,454 / 13,453 | Galaxy | Lyman-break galaxy, detection of the Lyman break with JWST/NIRSpec, not yet been through the peer-review process                                                                          |
| | GLASS-z12                                                  | z = 12,117+0,01 −0,01             | 13,536 / 13,556 / 13,434 / 13,433 | Galaxy | Lyman-break galaxy discovered by JWST/NIRCam, confirmed by ALMA detection of [O III] emission                                                                                             |
| | JADES-GS-z11-0                                             | z = 11,58+0,05 −0,05              | 13,512 / 13,532 / 13,410 / 13,409 | Galaxy | Lyman-break galaxy, detection of the Lyman break with JWST/NIRSpec, not yet been through the peer-review process                                                                          |
| | GN-z11                                                     | z = 10,957±0,001                  | 13,481 / 13,501 / 13,380 / 13,379 | Galaxy | Lyman-break galaxy; detection of the Lyman break with HST at 5.5σ and carbon emission lines with Keck/MOSFIRE at 5.3σ                                                                     |
| | UDFj-39546284                                              | z = 10,38+0,07 −0,06              | 13,449 / 13,469 / 13,348 / 13,347 | Galaxy | Lyman-break galaxy, detection of the Lyman break with JWST/NIRSpec, not yet been through the peer-review process                                                                          |
| | JD1                                                        | z = 9,756+0,017 −0,007            | 13,409 / 13,429 / 13,308 / 13,307 | Galaxy | Lyman-break galaxy, detection of the Lyman break with JWST/NIRSpec, not yet been through the peer-review process                                                                          |
| | MACS1149-JD1                                               | z = 9,1096±0,0006                 | 13,361 / 13,381 / 13,261 / 13,260 | Galaxy | Detection of hydrogen emission line with the VLT, and oxygen line with ALMA |
| | EGSY8p7                                                    | z = 8,683+0,001 −0,004            | 13,325 / 13,345 / 13,225 / 13,224 | Galaxy | Lyman-alpha emitter; detection of Lyman-alpha with Keck/MOSFIRE at 7.5σ confidence |
| | SMACS-4590                                                 | z = 8,496                         | 13,308 / 13,328 / 13,208 / 13,207 | Galaxy | Detection of hydrogen, oxygen, and neon emission lines with JWST/NIRSpec |
| | A2744 YD4                                                  | z = 8,38                          | 13,297 / 13,317 / 13,197 / 13,196 | Galaxy | Lyman-alpha and [O III] emission detected with ALMA at 4.0σ confidence |
| | MACS0416 Y1                                                | z = 8,3118±0,0003                 | 13,290 / 13,310 / 13,190 / 13,189 | Galaxy | [O III] emission detected with ALMA at 6.3σ confidence |
| | GRB 090423                                                 | z = 8,23+0,06 −0,07               | 13,282 / 13,302 / 13,182 / 13,181 | Gamma-ray burst | Lyman-alpha break detected |
| | RXJ2129-11002                                              | z = 8,16±0,01                     | 13,175                            | Galaxy | [O III] doublet, Hβ, and [O II] doublet as well as Lyman-alpha break detected with JWST/NIRSpec prism                                                                                     |
| | RXJ2129-11022                                              | z = 8,15±0,01                     | 13,174                            | Galaxy | [O III] doublet and Hβ as well as Lyman-alpha break detected with JWST/NIRSpec prism |
| | EGS-zs8-1                                                  | z = 7,7302±0,0006                 | 13,228 / 13,248 / 13,129 / 13,128 | Galaxy | Lyman-break galaxy |
| | SMACS-6355                                                 | z = 7,665                         | 13,221 / 13,241 / 13,121 / 13,120 | Galaxy | Detection of hydrogen, oxygen, and neon emission lines with JWST/NIRSpec |
| | z7_GSD_3811                                                | z = 7,6637±0,0011                 | 13,221 / 13,240 / 13,121 / 13,120 | Galaxy | Lyman-alpha emitter |
| | SMACS-10612                                                | z = 7,658                         | 13,221 / 13,241 / 13,120 / 13,119 | Galaxy | Detection of hydrogen, oxygen, and neon emission lines with JWST/NIRSpec> |
| | QSO J0313–1806                                             | z = 7,6423±0,0013                 | 13,218 / 13,238 / 13,119 / 13,118 | Quasar | Lyman-alpha break detected |
| | ULAS J1342+0928                                            | z = 7,5413±0,0007                 | 13,206 / 13,226 / 13,107 / 13,106 | Quasar | Redshift estimated from [C II] emission |
| | z8 GND 5296                                                | z = 7,51                          | 13,202 / 13,222 / 13,103 / 13,102 | Galaxy | Lyman-alpha emitter |
| | A1689-zD1                                                  | z = 7,5±0,2                       | 13,201 / 13,221 / 13,102 / 13,101 | Galaxy | Lyman-break galaxy |
| | GS2_1406                                                   | z = 7,452±0,003                   | 13,195 / 13,215 / 13,096 / 13,095 | Galaxy | Lyman-alpha emitter |
| | GN-108036                                                  | z = 7,213                         | 13,164 / 13,184 / 13,065 / 13,064 | Galaxy | Lyman alpha emitter |
| | SXDF-NB1006-2                                              | z = 7,2120±0,0003                 | 13,164 / 13,184 / 13,065 / 13,064 | Galaxy | [O III] emission detected |
| | BDF-3299                                                   | z = 7,109±0,002                   | 13,149 / 13,169 / 13,051 / 13,050 | Galaxy | Lyman-break galaxy |
| | ULAS J1120+0641                                            | z = 7085±0,003                    | 13,146 / 13,166 / 13,048 / 13,047 | Quasar | Redshift estimated from Si III]+C III] and Mg II emission lines |
| | A1703 zD6                                                  | z = 7,045±0,004                   | 13,140 / 13,160 / 13,042 / 13,041 | Galaxy | Gravitationally-lensed Lyman-alpha emitter |
| | BDF-521                                                    | z = 7,008±0,002                   | 13,135 / 13,155 / 13,037 / 13,036 | Galaxy | Lyman-break galaxy |
| | G2_1408                                                    | z = 6,972±0,002                   | 13,130 / 13,150 / 13,032 / 13,030 | Galaxy | Lyman-alpha emitter |
| | IOK-1                                                      | z = 6,965                         | 13,129 / 13,149 / 13,030 / 13,029 | Galaxy | Lyman-alpha emitter |
| | LAE J095950.99+021219.1                                    | z = 6,944                         | 13,126 / 13,146 / 13,028 / 13,027 | Galaxy | Lyman-alpha emitter |
| | SDF-46975                                                  | z = 6,844                         | 13,111 / 13,131 / 13,013 / 13,012 | Galaxy | Lyman-alpha emitter |
| | PSO J172.3556+18.7734                                      | z = 6,823+0,003 −0,001            | 13,107 / 13,127 / 13,010 / 13,009 | Quasar (astrophysical jet) | Redshift estimated from Mg II emission |
| § The tabulated distance is the light travel distance, which has no direct physical significance. See discussion at distance measures and Observable Universe |                                                            |                                   |                                   | | |

## Ứng cử viên
| Danh pháp | Dịch chuyển đỏ (z)                              | Khoảng cách§ (Gly)                | Thể loại                        | Ghi chú |
| --- | ----------------------------------------------- | --------------------------------- | ------------------------------- | --- |
| F200DB-045 | zp = 204+03 −03 or 070+019 −055 or 040+015 −026 | 13.725 / 13.745 / 13.623 / 13.621 | Galaxy                          | Lyman-break galaxy discovered by JWST NOTE: The redshift value of the galaxy presented by the procedure in one study may differ from the values presented in other studies using different procedures. |
| CEERS-93316 | zp = 1639+032 −022 or 1625+024 −046             | 13.661 / 13.681 / 13.559 / 13.558 | Galaxy                          | Lyman-break galaxy discovered by JWST |
| F200DB-175 | zp = 162+03 −00                                 | 13.657 / 13.677 / 13.555 / 13.554 | Galaxy                          | Lyman-break galaxy discovered by JWST |
| S5-z17-1 | z = 160089±00004 or 46108±00001                 | 13.653 / 13.673 / 13.551 / 13.550 | Galaxy                          | Lyman-break galaxy discovered by JWST; tentative (5.1σ) ALMA detection of a single emission line possibly attributed to either [C II] (z = 46108±00001) or [O III] (z = 160089±00004).                 |
| F150DB-041 | zp = 160+02 −02 or 370+002 −059                 | 13.653 / 13.673 / 13.551 / 13.549 | Galaxy                          | Lyman-break galaxy discovered by JWST |
| SMACS-z16a | zp = 1592+017 −015 or 296+073 −021              | 13.651 / 13.671 / 13.549 / 13.548 | Galaxy                          | Lyman-break galaxy discovered by JWST |
| F200DB-015 | zp = 158+34 −01                                 | 13.648 / 13.668 / 13.546 / 13.545 | Galaxy                          | Lyman-break galaxy discovered by JWST |
| F200DB-181 | zp = 158+05 −03                                 | 13.648 / 13.668 / 13.546 / 13.545 | Galaxy                          | Lyman-break galaxy discovered by JWST |
| F200DB-159 | zp = 158+40 −152                                | 13.648 / 13.668 / 13.546 / 13.545 | Galaxy                          | Lyman-break galaxy discovered by JWST |
| F200DB-086 | zp = 154+06 −146 or 353+1028 −184               | 13.639 / 13.659 / 13.537 / 13.536 | Galaxy                          | Lyman-break galaxy discovered by JWST |
| SMACS-z16b | zp = 1532+016 −013 or 1539+018 −026             | 13.637 / 13.657 / 13.535 / 13.534 | Galaxy                          | Lyman-break galaxy discovered by JWST |
| F150DB-048 | zp = 150+02 −08                                 | 13.629 / 13.649 / 13.527 / 13.526 | Galaxy                          | Lyman-break galaxy discovered by JWST |
| F150DB-007 | zp = 146+04 −04                                 | 13.619 / 13.639 / 13.517 / 13.516 | Galaxy                          | Lyman-break galaxy discovered by JWST |
| F150DB-004 | zp = 140+04 −20                                 | 13.602 / 13.622 / 13.500 / 13.499 | Galaxy                          | Lyman-break galaxy discovered by JWST |
| F150DB-079 | zp = 138+05 −19                                 | 13.596 / 13.616 / 13.494 / 13.493 | Galaxy                          | Lyman-break galaxy discovered by JWST |
| F150DA-007 | zp = 134+06 −20                                 | 13.583 / 13.603 / 13.481 / 13.480 | Galaxy                          | Lyman-break galaxy discovered by JWST |
| F150DA-053 | zp = 134+03 −23                                 | 13.583 / 13.603 / 13.481 / 13.480 | Galaxy                          | Lyman-break galaxy discovered by JWST |
| F150DA-050 | zp = 134+06 −100                                | 13.583 / 13.603 / 13.481 / 13.480 | Galaxy                          | Lyman-break galaxy discovered by JWST |
| F150DA-058 | zp = 134+06 −125 342+030 −020                   | 13.583 / 13.603 / 13.481 / 13.480 | Galaxy                          | Lyman-break galaxy discovered by JWST |
| F150DA-038 | zp = 134+04 −132                                | 13.583 / 13.603 / 13.481 / 13.480 | Galaxy                          | Lyman-break galaxy discovered by JWST |
| F150DA-010 | zp = 128+06 −15                                 | 13.562 / 13.582 / 13.460 / 13.459 | Galaxy                          | Lyman-break galaxy discovered by JWST |
| S5-z12-1 | zp = 1257+123 −046                              | 13.553 / 13.573 / 13.452 / 13.451 | Galaxy                          | Lyman-break galaxy discovered by JWST |
| CEERS-27535 4 | zp = 1256+175 −027                              | 13.553 / 13.573 / 13.452 / 13.451 | Galaxy                          | Lyman-break galaxy discovered by JWST |
| SMACS-1566 | zp = 1229+150 −044                              | 13.542 / 13.562 / 13.441 / 13.440 | Galaxy                          | Lyman-break galaxy discovered by JWST |
| SMACS-z12b (F150DA-077) | zp = 1226+017 −016 or 134+04 −17                | 13.541 / 13.561 / 13.440 / 13.439 | Galaxy                          | Lyman-break galaxy discovered by JWST |
| SMACS-z12a | zp = 1220+021 −012                              | 13.539 / 13.559 / 13.437 / 13.436 | Galaxy                          | Lyman-break galaxy discovered by JWST |
| CR2-z12-4 | zp = 1208+211 −125                              | 13.534 / 13.554 / 13.432 / 13.431 | Galaxy                          | Lyman-break galaxy discovered by JWST |
| SMACS-10566 | zp = 1203+057 −026                              | 13.532 / 13.552 / 13.430 / 13.429 | Galaxy                          | Lyman-break galaxy discovered by JWST |
| XDFH-2395446286 | zp = 120+01 −02                                 | 13.530 / 13.550 / 13.429 / 13.428 | Galaxy                          | Lyman-break galaxy detected by JWST and Hubble |
| CR2-z12-2 | zp = 1196+144 −087                              | 13.529 / 13.549 / 13.427 / 13.426 | Galaxy                          | Lyman-break galaxy discovered by JWST |
| 9-BUSCAR | zp = 1191+010 −022                              | 13.527 / 13.547 / 13.425 / 13.424 | Galaxy                          | Lyman-break galaxy discovered by JWST |
| SMACS-8347 | zp = 1190+027 −039                              | 13.526 / 13.546 / 13.425 / 13.424 | Galaxy                          | Lyman-break galaxy discovered by JWST |
| CEERS-26409 4 | zp = 1190+160 −070                              | 13.526 / 13.546 / 13.425 / 13.424 | Galaxy                          | Lyman-break galaxy discovered by JWST |
| F150DB-069 | zp = 118+17 −02                                 | 13.522 / 13.542 / 13.420 / 13.419 | Galaxy                          | Lyman-break galaxy discovered by JWST |
| CEERS J141946.36+525632.8 (Maisie's Galaxy) | zp = 118+03 −02                                 | 13.522 / 13.542 / 13.420 / 13.419 | Galaxy                          | Lyman-break galaxy discovered by JWST |
| XDFH-2334046578 | zp = 118+04 −05                                 | 13.522 / 13.542 / 13.420 / 13.419 | Galaxy                          | Lyman-break galaxy detected by JWST and Hubble |
| CR2-z12-3 | zp = 1166+069 −071                              | 13.515 / 13.535 / 13.414 / 13.413 | Galaxy                          | Lyman-break galaxy discovered by JWST |
| CR2-z12-1 | zp = 1163+051 −053                              | 13.514 / 13.534 / 13.413 / 13.412 | Galaxy                          | Lyman-break galaxy discovered by JWST |
| F150DB-088 | zp = 116+03 −02                                 | 13.513 / 13.533 / 13.411 / 13.410 | Galaxy                          | Lyman-break galaxy discovered by JWST |
| F150DB-084 | zp = 116+04 −04                                 | 13.513 / 13.533 / 13.411 / 13.410 | Galaxy                          | Lyman-break galaxy discovered by JWST |
| F150DB-044 | zp = 114+04 −113                                | 13.503 / 13.523 / 13.402 / 13.401 | Galaxy                          | Lyman-break galaxy discovered by JWST |
| XDFH-2404647339 | zp = 114+04 −05                                 | 13.503 / 13.523 / 13.402 / 13.401 | Galaxy                          | Lyman-break galaxy detected by JWST and Hubble |
| F150DB-075 | zp = 114+04 −01 004+001 −001                    | 13.503 / 13.523 / 13.402 / 13.401 | Galaxy                          | Lyman-break galaxy discovered by JWST |
| F150DA-062 | zp = 114+03 −03 178+020 −008                    | 13.503 / 13.523 / 13.402 / 13.401 | Galaxy                          | Lyman-break galaxy discovered by JWST |
| CEERS-127682 | zp = 1140+059 −051                              | 13.503 / 13.523 / 13.402 / 13.401 | Galaxy                          | Lyman-break galaxy discovered by JWST |
| CEERS-5268 2 | zp = 1140+030 −111                              | 13.503 / 13.523 / 13.402 / 13.401 | Galaxy                          | Lyman-break galaxy discovered by JWST |
| F150DA-060 | zp = 114+06 −82                                 | 13.503 / 13.523 / 13.402 / 13.401 | Galaxy                          | Lyman-break galaxy discovered by JWST |
| F150DA-031 | zp = 114+10 −82                                 | 13.503 / 13.523 / 13.402 / 13.401 | Galaxy                          | Lyman-break galaxy discovered by JWST |
| F150DA-052 | zp = 114+08 −106                                | 13.503 / 13.523 / 13.402 / 13.401 | Galaxy                          | Lyman-break galaxy discovered by JWST |
| F150DB-054 | zp = 114+05 −108                                | 13.503 / 13.523 / 13.402 / 13.401 | Galaxy                          | Lyman-break galaxy discovered by JWST |
| SMACS-z11d | zp = 1128±032 or 235+030 −067                   |                                   | Galaxy                          | Lyman-break galaxy discovered by JWST |
| CEERS-77241 | zp = 1127+039 −070                              |                                   | Galaxy                          | Lyman-break galaxy discovered by JWST |
| CEERS-6647 | zp = 1127+058 −028                              |                                   | Galaxy                          | Lyman-break galaxy discovered by JWST |
| CEERS-622 4 | zp = 1127+048 −060                              |                                   | Galaxy                          | Lyman-break galaxy discovered by JWST |
| SMACS-z11c | zp = 1122±032 or 384+005 −004                   |                                   | Galaxy                          | Lyman-break galaxy discovered by JWST |
| SMACS-z11b | zp = 1122±056 or 694+007 −007                   |                                   | Galaxy                          | Lyman-break galaxy discovered by JWST |
| F150DA-005 | zp = 112+04 −03                                 |                                   | Galaxy                          | Lyman-break galaxy discovered by JWST |
| F150DA-020 | zp = 112+02 −79                                 |                                   | Galaxy                          | Lyman-break galaxy discovered by JWST |
| CEERS-61486 | zp = 1115+037 −035                              |                                   | Galaxy                          | Lyman-break galaxy discovered by JWST |
| SMACS-z11e (F150DA-081) | zp = 1110+021 −034 or 134+06 −22                |                                   | Galaxy                          | Lyman-break galaxy discovered by JWST |
| SMACS-z11a | zp = 1105+009 −008 or 173+018 −004              |                                   | Galaxy                          | Lyman-break galaxy discovered by JWST |
| CR3-z12-1 | zp = 1105+224 −047                              |                                   | Galaxy                          | Lyman-break galaxy discovered by JWST |
| F150DA-026 | zp = 110+05 −03                                 |                                   | Galaxy                          | Lyman-break galaxy discovered by JWST |
| F150DA-036 | zp = 110+04 −78                                 |                                   | Galaxy                          | Lyman-break galaxy discovered by JWST |
| SMACS-z10e | zp = 1089+016 −014 or 138+137 −024              |                                   | Galaxy                          | Lyman-break galaxy discovered by JWST |
| F150DB-040 | zp = 108+03 −02                                 |                                   | Galaxy                          | Lyman-break galaxy discovered by JWST |
| EGS-14506 | zp = 1071+034 −062                              |                                   | Galaxy                          | Lyman-break galaxy discovered by JWST |
| MACS0647-JD | zp = 106±03                                     |                                   | Galaxy                          | Gravitationally lensed into three images by a galaxy cluster; detected by JWST and Hubble |
| GLASS-z10 (GLASS-1698) | z = 10.38                                       |                                   | Galaxy                          | Lyman-break galaxy discovered by JWST; tentative (4.4σ) ALMA detection of [O III] emission line only                                                                                                   |
| EGS-7860 | zp = 1011+060 −082                              |                                   | Galaxy                          | Lyman-break galaxy discovered by JWST |
| SPT0615-JD | zp = 99+08 −06                                  | 13.419                            | Galaxy                          | [ 52 ] |
| A2744-JD | zp≅9.8                                          | 13.412                            | Galaxy                          | Galaxy is being magnified and lensed into three multiple images, geometrically supporting its redshift.                                                                                                |
| MACS1149-JD1 | zp≅9.6                                          | 13.398                            | Candidate galaxy or protogalaxy | [ 56 ] |
| GRB 090429B | zp≅9.4                                          | 13.383                            | Chớp gamma                      | The photometric redshift in this instance has quite large uncertainty, with the lower limit for the redshift being z>7.                                                                                |
| UDFy-33436598 | zp≅8.6                                          | 13.317                            | Candidate galaxy or protogalaxy | [ 59 ] |
| UDFy-38135539 | zp≅8.6                                          | 13.317                            | Candidate galaxy or protogalaxy | A spectroscopic redshift of z = 8.55 was claimed for this source in 2010, but has subsequently been shown to be mistaken.                                                                              |
| BoRG-58 | zp≅8                                            | 13.258                            | Cụm thiên hà hoặc protocluster  | Protocluster candidate |
| § The tabulated distance is the light travel distance, which has no direct physical significance. See discussion at distance measures and Observable Universe |                                                 |                                   |                                 | |

Đây là một danh sách chưa hoàn tất, và có thể sẽ không bao giờ thỏa mãn yêu cầu hoàn tất. Bạn có thể đóng góp bằng cách mở rộng nó bằng các thông tin đáng tin cậy.